# 因扎區

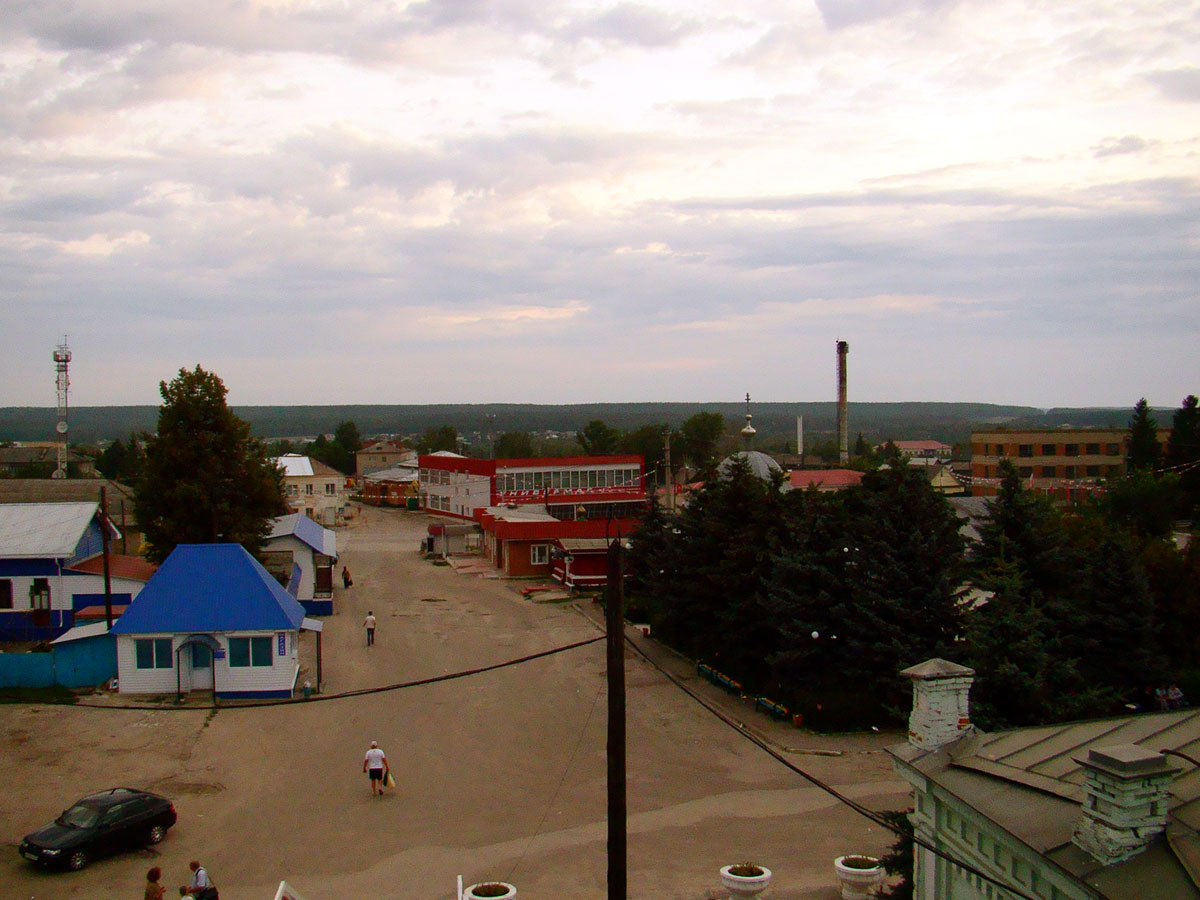

53°51′N 46°21′E / 53.850°N 46.350°E
因扎區（俄语：Инзенский район），是俄羅斯的一個區，位於該國西南部，由烏里揚諾夫斯克州負責管轄，面積2,020.2平方公里，2010年人口33,877，人口密度每平方公里16.77人。